# F키를 눌러서 조의를 표하십시오
F키를 눌러서 조의를 표하십시오 또는 F를 눌러 조의를 표하세요(Press F to pay respects)는 액티비전의 콜 오브 듀티 프랜차이즈의 2014년 1인칭 슈팅 게임인 콜 오브 듀티: 어드밴스드 워페어에서 시작된 인터넷 밈이다. 장례식 중 게임 내 퀵 타임 이벤트에서 전달되는 지침 세트에서 유래했다. 비평가들과 플레이어들에게는 맛깔나게 실행되지 않은 강제적인 상호작용 요소 때문에 널리 비웃음을 샀지만, 이 문구는 나중에 그 자체로 주목할 만한 인터넷 밈이 되었다. 때로는 인터넷 댓글에서 불행한 사건에 대해 냉소적이든 진심이든 연대와 공감을 표현하는 데 사용된다.

## 기원
"Press F to Pay Respects"라는 문구는 콜 오브 듀티: 어드밴스드 워페어에서 플레이어 캐릭터가 전투에서 자신의 목숨을 구하다 사망한 동지의 죽음을 애도하는 장면에서 나타난다. 플레이어가 해당 키를 누르면 캐릭터가 앞으로 나아가서 몇 초 동안 동지의 관에 오른손을 올린 후 돌아서서 자리를 뜬다. 이것이 사실이긴 하지만, 사실 그 뒤에는 더 깊은 의미가 있다.
어드밴스드 워페어 레벨 디자이너인 스티브 비앙키에 따르면, 이것은 막판 변경이었다. 원래 장면은 플레이어가 네이비 실 장례 의식에 따라 관에 못을 박는 것이었지만, 창의적인 팀은 해당 캐릭터가 미국 해병대 소속이기 때문에 군사 고문이 네이비 실 전통 사용에 반대하자 장면을 변경해야 했다. theScore esports와의 인터뷰에서 어드밴스드 워페어 시나리오 작가 존 매키니스는 이 문구를 자신이 통제할 수 없었던 "게임 개발 후반 단계의 부산물"이라고 설명하며, 한 기자가 자신에게 묻기 전까지는 게임에 포함되어 있는지 몰랐다고 덧붙였다.
같은 문구는 2011년 비디오 게임 배트맨: 아캄 시티에서 이미 등장한 바 있다. 이 게임에서는 배트맨이 부모인 토머스와 마사 웨인이 살해당한 골목을 방문할 수 있는데, 플레이어가 시신들의 분필 자국에 접근하면 이 문구가 나타난다. 가마수트라의 앤드루 베스탈은 두 게임의 차이점은 아캄 시티에서는 이 문구가 선택 사항이었고 "궁극적으로, 플레이어가 조의를 표하기로 결정하든 그냥 지나치기로 결정하든 상관없다. 요점은 전달되었다."고 언급했다.

## 반응
2014년 11월 어드밴스드 워페어 출시와 함께 많은 비평가들과 플레이어들은 추모식과는 어울리지 않는 강제적이거나 어색한 상호작용 요소 때문에 컷신을 비웃었다. 이 메카닉은 임의적이고 불필요하다는 점, 그리고 게임이 전달하고자 하는 장례식의 애도 분위기에 부적절하다는 점에서 자주 비판받고 조롱당했다.
2014년, 심야 토크쇼 유명인사 코난 오브라이언은 "클루리스 게이머" 에피소드에서 어드밴스드 워페어를 리뷰하며 해당 장면을 비판했다. 페이스트는 퀵 타임 이벤트 형태로 진행되는 애도 과정을 엄청나게 재미있으며 바이러스성 밈으로 퍼질 잠재력이 있다고 묘사했다.

## 확산
이 문구는 그 출처에서 분리되어 진지하고 비이성적인 방식으로 사용되기도 한다. 어드밴스드 워페어 출시 후 몇 년 동안 사용자들은 인터넷의 불행한 소식에 반응할 때 애도나 슬픔을 표현하기 위해 트위치와 같은 웹사이트의 채팅 창에 단일 문자 "F"를 입력하기 시작했으며, 이는 스트리머 및 다른 사람들이 이를 "F in the chat"이라는 문구로 언급하게 만들었다. "F in the chat"의 주목할 만한 예는 잭슨빌 랜딩 총격 사건에 대한 추모 스트림에서 일부 시청자들이 채팅에 단일 문자 "F"를 게시하여 반응한 것이다. 또한 라이브 영상이 멈추고 시청자가 스트리머에게 연결이 끊겼음을 알리고 싶을 때도 사용된다.

## 유산
돌이켜보면, PC 게이머의 모건 파크는 이 밈을 콜 오브 듀티의 가장 위대한 유산이라고 묘사했다. 게임레볼루션의 빅토르 브라스는 이 밈을 역사상 가장 인기 있는 비디오 게임 밈 중 하나로 묘사했다. Kotaku의 세실리아 다나스타시오는 이 밈을 상징적이라고 언급하며, "유독 어리석어서"가 아니라 "슬픔"과 "경박함" 사이의 균형이 너무 우스꽝스럽게 한쪽으로 치우쳐 있기 때문이라고 덧붙였다. 스크린 랜트의 카이 싱클은 이 밈을 절대 질리지 않는 비디오 게임 밈으로 묘사하며, 불행한 소식이나 상황에 "F"가 나타날 때 게이머들 사이에서 흔하다고 언급했다.

## 더 읽어보기
- Hall, Charlie (2014년 11월 4일). “콜 오브 듀티: 무언가를 느끼려면 X를 누르세요”. 《폴리곤》.
- Fahey, Mike (2014년 11월 3일). “퀵 타임 이벤트처럼 장례식을 말하는 것은 없다”. 《Kotaku》.
- Lawver, Brian (2021년 2월 8일). “콜 오브 듀티가 인터넷에서 가장 빈정대는 지지 표현에 영감을 준 방법”. 《Inverse》.
- Priestman, Chris (2014년 11월 6일). “콜 오브 듀티는 슬픔을 이해하지 못한다—하지만 누가 이해하겠는가?”. 《킬 스크린》.
- Tang, Dennis (2014년 11월 3일). “콜 오브 듀티: 어드밴스드 워페어는 게임에서 가장 멍청한 인터랙티브 순간을 담고 있다”. 《GQ》.